# Edward Schillebeeckx
Edward Cornelis Florentius Alfonsus Schillebeeckx (Anversa, 12 novembre 1914 – Nimega, 23 dicembre 2009) è stato un teologo e presbitero belga, membro dell'ordine dei frati predicatori.
Ispiratore negli anni 1960 del "Nuovo catechismo olandese", i suoi libri di teologia sono stati tradotti in diverse lingue, e il suo contributo al Concilio Vaticano II lo ha reso celebre in tutto il mondo.
La sua teologia è considerata una teologia della prassi per la vicinanza alla teoria marxista e alla teologia della liberazione.

## Biografia
Dopo aver studiato presso i Gesuiti a Turnhout, entra nei domenicani nel 1934. Studia filosofia e teologia all'Università Cattolica di Lovanio. Nel 1941 viene ordinato presbitero. Dal 1943 in poi tiene lezioni a Lovanio su Tommaso d'Aquino e il tomismo. Dal 1945 al 1947 studia nel centro domenicano di Le Saulchoir, nei pressi di Parigi, dove Marie-Dominique Chenu e Yves Congar lo introducono alla teologia moderna. In questi anni studia anche alla Sorbona. Nel 1952 pubblica la tesi di dottorato, De sacramentele heilseconomie (L'economia sacramentale della salvezza). Nel 1958 viene nominato professore di teologia dogmatica e storia della teologia all'Università Cattolica di Nimega, nei Paesi Bassi. La sua lezione inaugurale: Op zoek naar de levende God (Dio, la storia di un vivente) introduce i teologi olandesi alla Nouvelle Théologie iniziata da Chenu, Congar, von Balthasar e altri.
Nel corso del Concilio Vaticano II, gli articoli di Schillebeeckx hanno influenza su diverse maggiori propositiones delle costituzioni. In questo modo la sua influenza è stata ben più grande di quella di un formale peritus, uno status che i vescovi olandesi non gli consentivano. Nel 1963, insieme a Chenu, Congar, Rahner e Küng, fonda la nuova rivista teologica Concilium, con cui promuovere la riflessione in senso progressista.
A cavallo tra gli anni 1960 e i 1970, Schillebeeckx passa dal tomismo iniziale all'ermeneutica. Si confronta su questioni dibattute come il ruolo dei presbiteri e l'obbligo del celibato sacerdotale. Diventa membro nel Concilio Pastorale Nazionale (Landelijk Pastoraal Concilie) tenutosi a Noordwijkerhout dal 1968 al 1970. Alle sessioni di questo concilio, l'episcopato olandese, gli intellettuali e i rappresentanti di diverse organizzazioni cattoliche provarono a implementare cosa avevano percepito dai maggiori obiettivi progressivi del Concilio Vaticano II.
I libri di Schillebeeckx su Gesù guadagnano un vasto numero di lettori. La sua ortodossia viene messa in questione dalla Congregazione per la dottrina della fede, e deve recarsi a Roma per spiegare le sue teorie. Schillebeeckx viene infatti accusato di negare la risurrezione di Cristo come un fatto oggettivo della fede; per chiarire la sua posizione su questo tema, il teologo fiammingo aggiungerà una sezione sulla resurrezione che appare nella terza edizione del libro Gesù. Un ulteriore processo presso la Congregazione per la dottrina della fede riguarderà invece la sua dottrina circa il ministero ordinato e si concluderà con la dichiarazione di quest'ultima che "la concezione del ministero così come è esposta dal professor Schillebeeckx rimane in disaccordo con l'insegnamento della Chiesa su questioni importanti". Nonostante queste tensioni con la gerarchia romana, Schillebeeckx non viene mai ufficialmente condannato e lui stesso si dice "felice di appartenere a questa Chiesa e all'ordine domenicano".
Dopo il suo ritiro dall'insegnamento, Schillebeeckx è vissuto a Nimega, continuando a scrivere e pubblicare, mentre la sua opera ha continuato a costituire la base di vari studi e approfondimenti nella teologia attuale.
Tra i vari riconoscimenti ricevuti, ha vinto il Premio Erasmus (1982).
È deceduto nel 2009 all'età di 95 anni.